# Coelioxys dobzhanskyi
Coelioxys dobzhanskyi là một loài Hymenoptera trong họ Megachilidae. Loài này được Moure mô tả khoa học năm 1951.